# Phobie d'impulsion
 (avril 2024).
Si vous disposez d'ouvrages ou d'articles de référence ou si vous connaissez des sites web de qualité traitant du thème abordé ici, merci de compléter l'article en donnant les références utiles à sa vérifiabilité et en les liant à la section « Notes et références ».
Une phobie d'impulsion ou pensée intrusive est un symptôme médical caractérisé par la crainte obsédante de commettre un acte délictueux, transgressif, ou dangereux pour soi-même ou pour autrui. Elle peut être l'un des symptômes d'un trouble obsessionnel compulsif (TOC).
Lorsque la phobie d’impulsion devient pathologique, elle peut se traiter avec un ISRS et/ou une thérapie cognitivo-comportementale.

## Description clinique
La phobie d'impulsion est une obsession (c'est-à-dire une idée qui s'impose à la conscience du sujet qui la ressent comme contraignante et absurde, fait des efforts pour la chasser, mais n'y parvient pas) et non pas une phobie. En effet au cours des phobies on observe la crainte irraisonnée et angoissante d'un objet ou d'une situation sans danger objectif qui cède lorsque l'exposition cesse.
L'idée obsédante est la source de ruminations douloureuses et très angoissantes qui peuvent envahir complètement la pensée. Elles peuvent causer une détresse intense basée sur la hantise de commettre délibérément un acte transgressif ou dangereux, par exemple :
- jurer, blasphémer, ou avoir un comportement obscène dans une église ou en public ;
- se blesser, se défenestrer, se suicider ;
- agresser ou tuer quelqu'un, le plus souvent quelqu'un qu'on aime ;
- faire du mal à son bébé (observé dans le post-partum) ;
- agresser des enfants sexuellement, idées pédophiles.

Il en résulte une lutte anxieuse pénible contre cette idée qui peut conduire à des rituels conjuratoires (compulsions). Dans la phobie d'impulsion typique, le risque de passage à l'acte est considéré comme nul[réf. nécessaire].